# 福井翔
福井 翔（ふくい しょう、2000年5月6日 - ）は、ジャパンラグビーリーグワン花園近鉄ライナーズに所属するラグビー選手。

## プロフィール
- ポジションはフッカー(HO)。
- 身長 172 cm、体重 98 kg

## 来歴
2019年、東福岡高校卒業後、帝京大学に入る。なお東福岡高校時代、主将を務めて、高校日本代表に選ばれたことがある。
2023年1月、アーリーエントリーで花園近鉄ライナーズに加入。同年3月5日に行われたJAPAN RUGBY LEAGUE ONE第10節相模原ダイナボアーズ戦にて途中出場でリーグワン公式戦初出場を果たした。同月、帝京大学卒業。